# Безсонов, Николай Степанович
Николай Степанович Безсонов (1899 — 1980) — заместитель министра оборонной промышленности СССР, инженер-майор.

## Биография
Из семьи дворянина, работавшего землемером, и домохозяйки, награждённой орденом Материнской славы I степени. Обучаясь в школе, подрабатывал репетитором. В 1919 призван в Красную армию, участник Гражданской войны на Западном фронте. В 1922 демобилизован и направлен политическим управлением Западного фронта в Москву для поступления на учёбу на архитектурный факультет Института гражданских инженеров. Учился там три курса, при этом поступил в Московское высшее техническое училище. Во время учёбы работал электромонтёром на Заводе № 2 Мелостроя (1922-1925), мастером завода № 2 Резинотреста (1925-1926), техником на заводе в городе Мытищи (1926-1927). В 1928, после успешного окончания учёбы, направлен работать на Московский завод «Геофизика» Всесоюзного треста оптико-механической промышленности Главного управления машиностроительной промышленности (с 1935 — Главного управления промышленности вооружений и боеприпасов) Народного комиссариата тяжёлой промышленности СССР (с 28 января 1937 — завод № 217 НКОП СССР). Работал там конструктором (1928), заведующим производством (1928-1930), главным инженером (1930-1937). В 1935-1937, без отрыва от производства, учился на 4-м и 5-м курсах Военно-воздушной инженерной Академии имени профессора Н. Е. Жуковского, в порядке повышения квалификации. Приказом наркома оборонной промышленности СССР от 23 ноября 1937 переведён в город Загорск на Загорский оптико-механический завод, находящийся с февраля 1939 в подчинении НКВ СССР, с мая 1940 — завод № 355 НКВ СССР. Являлся исполняющим обязанности директора с 15 декабря 1937 по август 1938, главным инженером и заместителем директора с августа 1938 по январь 1943. Член ВКП(б) с 1941.
В 1941, после начала Великой Отечественной войны, руководил эвакуацией этого завода и налаживал производство в Томске. В январе 1943 назначен на должность директора завода № 589, образованного в Москве вместе с конструкторским бюро, на месте эвакуированного завода № 217 НКВ. Постановлением Совета Министров СССР от 25 апреля 1952 за № 2015 назначен на должность начальника 2-го главного управления
Министерства вооружения СССР и утверждён членом коллегии этого министерства. С марта 1953 являлся начальником 13-го главного управления Министерства оборонной промышленности СССР, а с августа этого же года — начальником 2-го главного управления. В марте 1958 утверждён в должности начальника 2-го управления и члена Государственного комитета Совета Министров СССР по оборонной технике (в 1963 реорганизован в Государственный комитет по оборонной технике СССР). 23 марта 1965 назначен на должность заместителя министра оборонной промышленности СССР. 13 ноября 1974 вышел на пенсию, являлся персональным пенсионером
союзного значения.
С 1932 неоднократно бывал в различных зарубежных командировках с целью обмена опытом и в составе государственных делегаций: в Веймарской республике, Голландии, Франции, Бельгии, Чехословакии, Японии, Великобритании, Канаде и ГДР. Вёл политическую и общественную деятельность, избирался членом партийных комитетов предприятий, членом Сокольнического районного комитета КПСС, депутатом Московского областного Совета депутатов трудящихся. Дважды избирался председателем окружной избирательной комиссии по выборам в Верховный Совет СССР. Похоронен в Москве на Преображенском кладбище, участок № 30.

### Звания
- красноармеец (1919);
- инженер-майор (1943).

### Награды
- два ордена Ленина (5 августа 1944,[1] 1961);
- орден Октябрьской Революции (1971);
- орден Отечественной войны I степени (16 сентября 1945);[2]
- шесть орденов Трудового Красного Знамени (3 июня 1942,[3] 1949, 1953, 1956, 21 декабря 1957,[4] 1966);
- 4 медали.

Также награждён почётной грамотой Президиума Верховного Совета РСФСР.